# Лисиця і чаплі
Лисиця і чаплі — анімалістична картина з зображенням диких тварин і птахів, створена фламандським художником XVII століття Франсом Снейдерсом.
На тлі добре опрацьованого краєвиду з прибережними рослинами глядач бачить двох чапель та лисицю. Картину можна б було сприймати як звичне зображення диких тварин, аби не скляна ваза з рибами, які налаштувався ковтати один птах. Скляна ваза з рибами сповістила анімалістичній сцені додаткові змісти. Може рибалка забув виловлених рибин, а чапля скористалась нагодою пообідати, не надто напружуючись. З другого боку сюжет дуже нагадує розповсюджену байку про пригоди лисиці та чаплі чи лелеки. Тоді це замасковане зображення людей, де через тварин подані їх непрості відносини. Адже звичай виводити людські стосунки через поведінку тварин мала давні корені в європейській культурній традиції, ще з часів Стародавньої Греції, чим і уславився грецький байкар Езоп.